# Stick2it
Stick2It is een voormalige floorballclub uit De Meern.
De club werd opgericht in de zomer van 2006. Het herenteam begon daarbij in de tweede divisie. In het seizoen 2007/2008 promoveerde het naar de eerste divisie. Het jaar daarop degradeerde het weer. In mei 2011 werd het kampioenschap behaald in de tweede divisie met de daarbij behorende promotie. Daarnaast komen er twee mixed teams uit in de competitie.

## Erelijst
| 7 |

| 2 |

| Eerste Divisie |

| Tweede Divisie |

| Eerste Divisie |

| Tweede Divisie |

| 7 |

| 2 |

| Eerste Divisie |

| Tweede Divisie |

| Eerste Divisie |

| Tweede Divisie |